# Louis Aucoin
Louis Aucoin est un homme politique français né le 25 août 1834 à Tarbes (Hautes-Pyrénées) et décédé le 25 janvier 1913 à Auch (Gers).

## Biographie
Avocat à Auch en 1862, il est le défenseur des journalistes républicains sous le second Empire. Conseiller général, il est maire d'Auch de 1890 à 1900.
Sénateur du Gers de 1897 à 1906, il siège à la Gauche démocratique.

## Sources
- Ressources relatives à la vie publique :   - base Léonore
  - Sénat
- « Louis Aucoin », dans le Dictionnaire des parlementaires français (1889-1940), sous la direction de Jean Jolly, PUF, 1960 [détail de l’édition]